# Волоцький (хутір)
Волоцький (рос. Волоцкий) — хутір у Чернишковському районі Волгоградської області Російської Федерації.
Населення становить 521 особу. Входить до складу муніципального утворення Чернишковське міське поселення.

## Історія
Хутір розташований у межах українського історичного та культурного регіону Жовтий Клин.
Згідно із законом від 14 грудня 2004 року № 976-ОД органом місцевого самоврядування є Чернишковське міське поселення.

## Населення
| 2010 |
| ---- |
| 521  |